# 徳島市民島田運動広場
徳島市民島田運動広場（とくしましみんしまだうんどうひろば）は、徳島県徳島市を流れる鮎喰川の河川敷運動広場。

## 概要
吉野川の支流・鮎喰川に面しており、ソフトボール、軟式野球等に利用されている。また地域を中心とした市民スポーツの拠点地となっている。また徳島市の河川運動広場としては唯一ナイター設備が設置。
広場内には徳島県道・香川県道1号徳島引田線が通過し鮎喰川には不動橋が架かっている。

## 主な利用
- ソフトボール
- 軟式野球

## 交通
- JR徳島駅より徳島市営バス「北島田停留所」下車徒歩約5分。
- JR徳島駅より車で約20分。